# Iguerande
Iguerande é uma comuna francesa na região administrativa de Borgonha-Franco-Condado, no departamento Saône-et-Loire. Estende-se por uma área de 21,42 km². Em 2010 a comuna tinha 1 011 habitantes (densidade: 47,2 hab./km²).